# Ladon (Peneios)
Der Fluss Ladon durchzieht die griechische Landschaft Elis und mündet gemäß Pausanias in den Peneios. Sowohl der Ladon als auch der Peneios entspringen am Berg Erymanthus auf der Halbinsel Peloponnes und fließen in westlicher Richtung ab. Allgemein wird der Ladon mit dem Selleeis gleichgesetzt, der durch den antiken Geographen Strabon erwähnt wird.
Einer anderen Passage bei Strabon zufolge floss der Peneios hinter dem einstigen Gymnasium durch die Stadt Pylos in Elis hindurch. Die Lage der Stadt beschreibt er kurz darauf wie folgt: „Zwischen der Mündung des Peneios und des Selleeis lag bei dem [Berg] Skollion [die Stadt] Pylos.“ Diese Aussage passt nicht zu der Gleichsetzung des bei Strabon erwähnten Selleeis mit dem von Pausanias genannten Ladon.